# ヴェストラ・スタンバナン線
ヴェストラ・スタンバナン線（スウェーデン語：Västra stambanan）はストックホルム中央駅とヨーテボリ中央駅の間を結ぶスウェーデンの鉄道路線である。

## 概要
”ヴェストラ”はスウェーデン語で「西」、”スタンバナン”は「本線」を表し、その名の通り首都であるストックホルムから西へ向かい国内第二の都市であるヨーテボリへ至る最も重要な幹線のひとつである。
スウェーデンの鉄道は所有者と経営者を分ける上下分離式を採用しているが、このヴェストラ線も例外ではなく産業省交通局が所有している路線をスウェーデン鉄道（SJ AB、旅客会社）、グリーン・カーゴ（貨物会社）、ヴェオリア・トランスポールなどが借り受ける形で列車を走らせている。
ストックホルム南駅 - ヤーナ駅の間は複々線で、このうちフレミングスバーグ駅 - ヤーナ駅は複線が別々の経路を通る形での複々線となっている。ストックホルム中央駅 - ストックホルム南駅、ヤーナ駅 - ヨーテボリ中央駅の各区間は純粋な複線となっている。

## 歴史
1850年代に鉄道建設が計画されたことに端を発する。この路線はストックホルムとヨーテボリを極力直線で結ぶルートで湖の北側を通り、オレブロやエスキルストゥーナといった町を経由しないことで計画された。1855年、アリングソース付近で起工式が行われ、翌1856年にヨーテボリ中央駅 - Jonsered駅（現：Bokedal駅付近）間が開業した。1862年11月に全線が開通した。1871年にはストックホルム近郊がスウェーデンで初の複線化がなされた。1921年にはストックホルム近郊区間がセーデルテリエ経由になり、1926年には電化、そして1958年には全線複線化が完了するなどの改良が進んだ。1990年代初頭には高速特急列車X2000が、他の路線に先駆けて運行され始めた。

## 運行形態
ストックホルム側は複々線の区間が存在するものの、ストックホルム中央駅 - ストックホルム南駅の区間だけは複線となっておりボトルネックとなってしまっている。現行のこの区間では最大毎時24本の列車が通過する。現行の列車種別には日本の特急列車、急行列車に相当

### 特急・急行列車
乗車券のほかに特急券が必要な列車としてX2000とインターシティが運行されている。

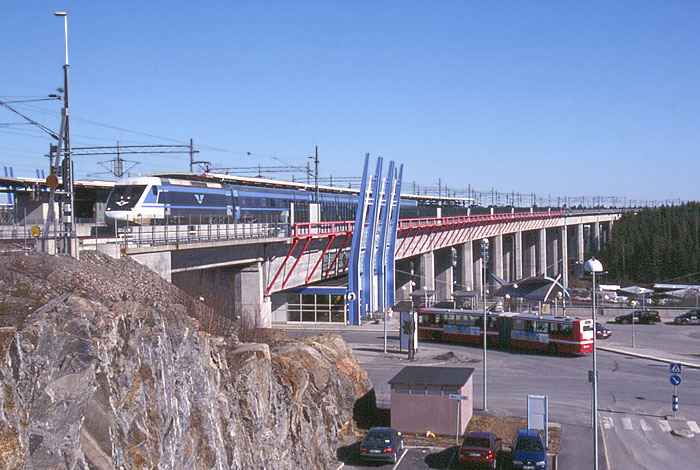
セーデルテリエ南駅を発車するX2系

X2000
スウェーデンの誇る高速列車で日本の特急列車に相当する。全席座席指定制で最高速度は200km/h。最速列車はストックホルム - ヨーテボリ間を約2時間45分で結び、特に線形のよいカトリネホルム - シュブレ間180kmは1時間で走破する性能を見せるが、一方で山岳区間で線形の悪いアリングソース - ヨーテボリ間の45kmに30分かけてしまう。車両はX2系が使われている。
インターシティ
日本の急行列車に相当する列車で主要駅に停車する列車。最高速度は150 - 160km/h。

### 普通列車
乗車券だけで乗車できる日本の普通列車、快速列車に相当する。
レギオナールトーグ
主に長距離を走る列車
ペンデルトーグ
都市部の比較的短距離を走る列車。

## 将来的な計画

### ストックホルム市内
中央駅と南駅の区間のボトルネックを解消するため、この区間に地下線による路線増設が計画されている。仮称「シテュバナン線」と呼ばれるこの路線は2008年から建設が始まった。

### 高速新線計画
ストックホルムとヨーテボリの間には時速300キロ以上で走る高速鉄道の建設計画がある。この計画ではストックホルムからヤーナ駅（Järna station）付近までの40kmは在来線を走る。高速新線に入るとヴェッテルン湖のノーショーピング、ヨンショーピングやボロースといった既存路線の経由地よりも人口の多い都市を経由して、2時間程度で結ぶ予定ではある。しかし、現行の最速のX2000は3時間弱で走っており40分程度の短縮にしかならないことなどで反対意見もある。